# Pecos (Teksas)
Pecos – miasto w Stanach Zjednoczonych, w stanie Teksas, w hrabstwie Reeves. W 2000 roku liczyło 9 501 mieszkańców.